# أندريا أرتوكوفيتش
أندريا أرتوكوفيتش (19 نوفمبر 1899 - 16 يناير 1988) كان محامي وسياسي وعضو بارز في حركة أوستاشا القومية المتطرفة والفاشية وعمل وزير للشؤون الداخلية ووزير العدل في حكومة دولة كرواتيا المستقلة خلال الحرب العالمية الثانية في يوغوسلافيا. وقع على عدد من القوانين العنصرية ضد الصرب واليهود والغجر ليصبح قانون وكان مسؤول عن سلسلة من معسكرات الاعتقال التي تعرض فيها أكثر من 100000 مدني للتعذيب والقتل. هرب إلى الولايات المتحدة بعد الحرب حيث عاش حتى تم تسليمه إلى يوغوسلافيا عام 1986. حوكم وأدين بارتكاب عدد من عمليات القتل الجماعي في دولة كرواتيا المستقلة وحُكم عليه بالإعدام لكن الحكم لم ينفذ بسبب سنه وصحته. توفي في الحجز عام 1988.

## النشأة والمسيرة الوظيفية
وُلد أندريا أرتوكوفيتش في 19 نوفمبر 1899 في كلوبوك بالقرب من ليوبوسكي في الهرسك النمساوية المجرية المحتلة لماريان وروشا (سابقا راشيتش) أرتوكوفيتش. كان واحد من 14 شقيق نشأوا في مزرعة. درس في صالة للألعاب الرياضية الفرنسيسكانية (مدرسة ثانوية) يديرها الدير القريب من شيروكي برييج وحصل على الدكتوراه في القانون من جامعة زغرب في عام 1924. من عام 1926 كان يمارس القانون في غوسبيتش في منطقة ليكا في مملكة يوغوسلافيا.

## أنشطة أوستاشا
انضم أرتوكوفيتش إلى منظمة أوستاشا القومية والإرهابية الكرواتية التي تشكلت في عام 1929 وفي عام 1932 كان أحد منظمي انتفاضة فيليبيت الصغيرة في ليكا والتي تضمنت هجوم على مركز درك يوغوسلافي من قبل مجموعة من أوستاشا. فر أرتوكوفيتش من يوغوسلافيا قبل بدء الانتفاضة وهرب عبر رييكا إلى البندقية في 31 أغسطس. عند وصوله إلى إيطاليا قام البوغلافنيك (المرشد الأعلى) لأوستاشا أنتي بافليتش بتعيين أرتوكوفيتش كمساعد لمقر أوستاشا الرئيسي وقائد لكل أوستاشا في إيطاليا واعتمد أرتوكوفيتش الاسم المستعار «حاج». تم قمع الانتفاضة التي ساعد في تنظيمها بسرعة ووحشية من قبل السلطات اليوغوسلافية مما جذب الأوستاشا بعض الاهتمام العام والمكانة.
في إيطاليا دخل أرتوكوفيتش في صراع مع مجموعة من أنصار زميله أوستاشا ميو بابيتش (المعروف باسم «جيوفاني»). في أواخر عام 1933 غادر أرتوكوفيتش البلاد. بعد ذلك ذهب إلى بودابست ثم إلى فيينا حيث تم القبض عليه واحتجازه لفترة وجيزة في مارس 1934 قبل طرده من النمسا. عاد إلى بودابست وبعد أن التقى بافليتش في ميلانو في أوائل أكتوبر سافر إلى لندن. تم القبض عليه هناك بعد اغتيال أوستاشا للملك اليوغوسلافي ألكسندر الأول في مرسيليا بفرنسا.
بعد اعتقاله سُلم إلى السلطات الفرنسية وقضى ثلاثة أشهر في سجن في باريس. في يناير 1935 سُلم إلى يوغوسلافيا وبعد 16 شهر قضاها في السجن في بلغراد برأته محكمة حماية الدولة. أُطلق سراحه في 16 أبريل 1936 وعاد لفترة وجيزة إلى غوسبيتش قبل أن يسافر إلى النمسا في مايو. ذهب لاحقا إلى ألمانيا حيث شارك في نشر دعاية أوستاشا. في أوائل عام 1937 كان يعيش في برلين عندما تم استجوابه من قبل الجستابو وتحت التهديد بالاعتقال هرب إلى فرنسا. تبع ذلك فترة في بودابست عاد بعدها إلى برلين. بحلول أواخر الثلاثينيات من القرن الماضي تبنى الأوستاشا المبادئ الفاشية لداعمهم المالي وحاميهم إيطاليا.

## دولة كرواتيا المستقلة
في أواخر مارس 1941 انضمت يوغوسلافيا إلى المحور ولكن بعد يومين أطاح انقلاب مؤيد للحلفاء بالحكومة التي وقعت على المعاهدة. ردا على ذلك قرر أدولف هتلر غزو يوغوسلافيا وتقطيع أوصالها. أدى غزو المحور بقيادة ألمانيا ليوغوسلافيا في أوائل أبريل إلى هزيمة الجيش اليوغوسلافي بشكل شامل وتم تقسيم البلاد بين قوى المحور. قبل استسلام الحكومة اليوغوسلافية صمم الألمان إنشاء دولة كرواتيا المستقلة ووضعوا بافليتش والأوستاشا في زمام الأمور.
أعلن سلافكو كفاتيرنيك أكبر أوستاشي الذي لا يزال في يوغوسلافيا دولة كرواتيا المستقلة في 10 أبريل 1941 وعاد أرتوكوفيتش والمهاجر الآخر أوستاشي إلى زغرب. في 12 أبريل شكل كفاتيرنيك حكومة مؤقتة والتي ضمت أرتوكوفيتش. وصل بافليتش إلى زغرب في 15 أبريل وفي اليوم التالي أصبح أرتوكوفيتش وزير الداخلية في الحكومة الكرواتية الأولى. كعضو في الدائرة المقربة الموثوقة لبافليتش نفذ أرتوكوفيتش الأوامر التي أعطيت له.
في 17 أبريل لتوفير السلطة لسياسات الأوستاشا التي تستهدف الصرب واليهود والغجر والمناهضين للأوستاشا البوشناق والكروات داخل دولة كرواتيا المستقلة أعلن بافليتش المرسوم بقانون بشأن الدفاع عن الشعب والدولة. فقد منع أي شخص من التصرف ضد الشعب الكرواتي ومصالحه وكانت عقوبته الإعدام. كان من المقرر التعامل مع مثل هذه الجرائم المزعومة بطريقة موجزة من قبل هيئة مماثلة لمحكمة عسكرية. في 22 أبريل أعلن أرتوكوفيتش أن حكومة دولة كرواتيا المستقلة ستحل «المسألة اليهودية» بنفس الطريقة التي تحل بها الحكومة الألمانية وبعد أسبوع أصدر قوانين عنصرية أخرى ودعا إلى سياسة الإرهاب. تمت صياغة هذه القوانين العنصرية الأولى واللاحقة بشكل غامض مما سمح بتفسير واسع. كانت المنظمة المكلفة بإنفاذ هذه القوانين هي مديرية النظام العام والأمن التي كانت تابعة لوزارة الداخلية في أرتوكوفيتش. وقد تم إنشاء المديرية في شهر مايو وترأسها يوجين «ديدو» كفاتيرنيك نجل سلافكو كفاتيرنيك.
في غضون ذلك شارك أرتوكوفيتش في مفاوضات الحدود الكرواتية الإيطالية التي جرت بين بافليتش ووزير الخارجية الإيطالي الكونت جالياتسو سيانو في ليوبليانا التي ضمتها إيطاليا في 25 أبريل 1941. قدم الإيطاليون مطالبة بالساحل الشرقي للبحر الأدرياتيكي لكن بافليتش قدم عرض مضاد لذلك الجزء من دالماتيا الذي تم عرضه على إيطاليا في معاهدة لندن السرية لعام 1915. أصبحت اتفاقية بافليتش-تشيانو السابقة أساس لمعاهدات روما التي تنازلت عن هذه المناطق لإيطاليا ورافق أرتوكوفيتش أيضا بافليتش لتوقيع تلك المعاهدات في منتصف مايو.
في 6 يونيو رافق أرتوكوفيتش بافليتش خلال زيارته لأدولف هتلر. في 24 فبراير 1942 عند افتتاح البرلمان الكرواتي أعلن أرتوكوفيتش عن إنشاء الكنيسة الأرثوذكسية الكرواتية والتي كان من المفترض أن تحل محل الكنيسة الأرثوذكسية الصربية للصرب الذين يعيشون داخل دولة كرواتيا المستقلة. خلال نفس الخطاب وعد بأن تتخذ الجمعية الوطنية لحقوق الإنسان إجراءات أكثر راديكالية ضد اليهود من ألمانيا النازية مشيرا إلى الشعب اليهودي في دولة كرواتيا المستقلة على أنهم «طفيليات نهمة وسامة» سيتم تدميرها وذكر أن الكروات كانوا مجبرين على خدمة اليهود سعيا وراء أرباحهم «القذرة» وطموحاتهم «المادية والمقبولة». سبق هذا الخطاب حملة ممنهجة ضد اليهود الكروات والتي تضمنت عمليات الترحيل الجماعي إلى معسكرات الاعتقال التابعة للرابطة الوطنية لحقوق الإنسان ومعسكرات الإبادة الألمانية. بعد التعديل الحكومي في 10 أكتوبر 1942 أصبح أرتوكوفيتش وزيرا للعدل والدين ثم من 29 أبريل 1943 حتى 1 أكتوبر 1943 كان وزيرا للداخلية مرة أخرى. كان وزيرا للخارجية من 11 أكتوبر 1943 حتى انهيار دولة كرواتيا المستقلة في 8 مايو 1945.

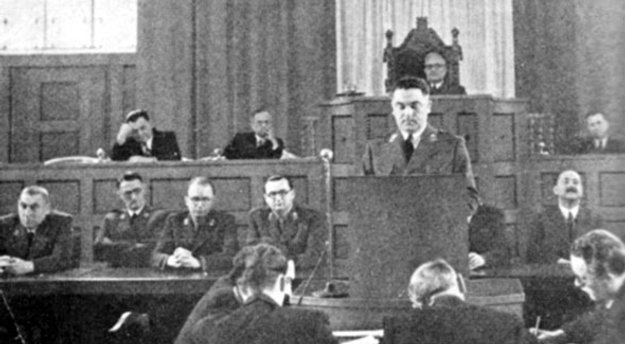
أندريا أرتوكوفيتش يلقي خطاب في البرلمان عام 1942.

## الهجرة والعودة إلى الوطن والمحاكمات
مع أعضاء آخرين في الحكومة غادر زغرب في 6 مايو 1945 في دولة كرواتيا المستقلة الإجلاء إلى النمسا. تم اعتقاله في معسكر للحلفاء في مستشفى في دراو. في 18 مايو 1945 سلم البريطانيون بعض الوزراء الكرواتيين ورئيس الوزراء نيكولا مانديتش إلى السلطات اليوغوسلافية. لم يتم تسليم أرتوكوفيتش لكن تم إطلاق سراحه قريبا مع باقي الوزراء. غادر منطقة الاحتلال البريطانية ثم ذهب عبر الأمريكيين إلى منطقة الاحتلال الفرنسية حيث كانت أسرته. في نوفمبر 1946 عبر الحدود النمساوية السويسرية. في سويسرا أعلن عن اسم مستعار هو ألويس أنيخ وتأشيرة مزورة. في فبراير 1947 طلب من السلطات السويسرية الحصول على جواز سفر نانسن. بعد بضعة أشهر اكتشفوا هويته الحقيقية. عرضت عليه سويسرا الاحتفاظ بجواز سفر نانسن الخاص به شريطة أن يغادر هو وعائلته سويسرا حتى 15 يوليو 1947. في ذلك التاريخ بالضبط استقلوا طائرة إلى أيرلندا. بعد حوالي عام دخلوا الولايات المتحدة بتأشيرة سياحية واستقروا في سيل بيتش في كاليفورنيا. كان يعمل في شركة يملكها شقيقه. بصفته مجرم حرب متهم وجاني بورايموس ومسؤول أوستاشا لم يكن مؤهل للحصول على وضع قانوني في الولايات المتحدة وظل في البلاد بعد تجاوز مدة تأشيرته.
في يوليو 1945 أعلنت لجنة الدولة اليوغوسلافية للتحقيق في جرائم المحتلين وحلفائهم أن أرتوكوفيتش مجرم حرب. تقدمت حكومة جمهورية يوغوسلافيا الاتحادية الديمقراطية بطلب لتسليمه في 29 أغسطس 1951. وقد واجه طلبهم تأخير بيروقراطي لمدة سبع سنوات في لوس أنجلوس بسبب تأثير المجتمع الكرواتي المهاجرين وأبرشية الروم الكاثوليك في لوس أنجلوس الذي طعن عليه أرتوكوفيتش وعائلته. في 15 يناير 1959 رفض مفوض الولايات المتحدة ثيودور هوك طلب يوغوسلافيا لتسليم المجرمين وكانت أسباب رفض إدارة الهجرة والتجنيس لرفض التسليم "... نظرا لأن الجرائم التي طلب التسليم بسببها اعتبرت "سياسية" من قبل المحكمة إذا تم ترحيل أرتوكوفيتش إلى يوغوسلافيا فسيكون "عرضة للاضطهاد الجسدي". عندما أثارت دائرة الهجرة والجنسية الأمريكية مسألة الأساس القانوني للإقامة في الولايات المتحدة لعدد كبير من المنتسبين و / أو المتعاونين مع ألمانيا النازية جددت السلطات اليوغوسلافية بمبادرة من محكمة التحقيق الخاصة التابعة لوزارة العدل الأمريكية طلبهم لتسليم أرتوكوفيتش. تم القبض عليه في 14 نوفمبر 1984 وبدأت إجراءات المحاكمة في نيويورك.
تمت مقاضاة أرتوكوفيتش من قبل مكتب التحقيقات الخاصة بوزارة العدل الأمريكية باعتباره «جزار البلقان». أمر بتسليمه إلى يوغوسلافيا في 11 نوفمبر 1986 حيث حوكم في محكمة منطقة زغرب. أدين بـ:
- الأمر بقتل محام وعضو سابق في برلمان يوغوسلافيا الدكتور يشا فيديتش في أوائل عام 1941.
- الأمر بقتل 450 رجل وامرأة وطفل بنيران الرشاشات في أواخر عام 1941 لأنه لم يكن هناك مكان لهم في معسكر اعتقال.
- الأمر بقتل جميع سكان بلدة فرغينموست والقرى المحيطة بها في عام 1942.
- أمر بإعدام «عدة مئات» من السجناء في قلعة ساموبور بالقرب من زغرب في عام 1943 من خلال دفعهم إلى حقل مفتوح حيث تم إطلاق النار عليهم ثم سحقهم بالدبابات.

رأت المحكمة أن نية أرتوكوفيتش نشأت من "توجهه في أوستاشا والذي كان من خلاله الاضطهاد ومعسكرات الاعتقال والقتل الجماعي للصرب واليهود والغجر وكذلك الكروات الذين لم يقبلوا الأيديولوجية جزء من تنفيذ برنامج خلق كرواتيا "النقية". في الحكم عليه بالإعدام وصفته المحكمة بأنه أحد "القتلة الذين لا يرحمون والذين يقتلون تحت غطاء حماية نقاء العرق والإيمان وبهدف تحقيق أيديولوجيتهم النازية الفاشية [...] تم ذبحه وتعذيبه وشله وتعرضه لمعاناة شديدة واضطهد آلاف وآلاف الأشخاص من بينهم نساء وأطفال". حكم عليه بالإعدام لكن الحكم لم ينفذ بسبب سنه وسوء الصحة.

## الوفاة
توفي أرتوكوفيتش لأسباب طبيعية في مستشفى السجن في زغرب في 16 يناير 1988. طلب ابنه رادوسلاف معلومات حول دفن والده من السلطات اليوغوسلافية. صدر قانون خاص في يوغوسلافيا يقضي بالتخلص من رفات المدانين والمحكوم عليهم بالإعدام ولكنهم فروا من الإعدام على أنها رفات الأشخاص الذين أُعدموا. ولم يتضح ما حدث لرفاته. في عام 2010 - بناء على طلب أحد أبناء أرتوكوفيتش رادوسلاف وهو من مواليد كاليفورنيا - دعا رئيس لجنة هلسنكي الكرواتية إيفان زفونيمير تشيتشاك السلطات إلى التحقيق في ما حدث للرفات.